# Saison 2 d'Instinct
Chronologie
Saison 1
Cet article présente les épisodes de la deuxième et dernière saison de la série télévisée américaine Instinct diffusée du 30 juin 2019 au 25 août 2019 sur le réseau CBS.

## Distribution

### Acteurs principaux
- Alan Cumming (VF : Pierre Tessier) : Dr Dylan Reinhart
- Bojana Novakovic (VF : Flora Brunier) : détective Elizabeth « Lizzie » Needham
- Daniel Ings (VF : Jean-Alain Velardo) : Andrew « Andy » Wilson
- Naveen Andrews (VF : Marc Saez) : Julian Cousins
- Sharon Leal (VF : Annie Milon) : Lt. Jasmine Gooden

## Épisodes

### Épisode 1:Un crime à glacer le sang
- États-Unis /  Canada : 30 juin 2019 sur CBS / Global
- France : 26 octobre 2019 sur M6
- Belgique : 17 novembre 2020 sur RTL-TVI

- États-Unis : 3,59 millions de téléspectateurs[1] (première diffusion)

### Épisode 2:On ne vit qu'une fois
- États-Unis /  Canada : 7 juillet 2019 sur CBS / Global
- France : 2 novembre 2019 sur M6
- Belgique : 17 novembre 2020 sur RTL-TVI

- États-Unis : 3,38 millions de téléspectateurs[2] (première diffusion)

### Épisode 3:Un enfant disparaît
- États-Unis /  Canada : 14 juillet 2019 sur CBS / Global
- France : 2 novembre 2019 sur M6
- Belgique : 24 novembre 2020 sur RTL-TVI

- États-Unis : 3,56 millions de téléspectateurs[3] (première diffusion)

### Épisode 4:Les Adolescents de l'enfer
- États-Unis /  Canada : 21 juillet 2019 sur CBS / Global
- France : 9 novembre 2019 sur M6
- Belgique : 24 novembre 2020 sur RTL-TVI

- États-Unis : 3,27 millions de téléspectateurs[4] (première diffusion)

### Épisode 5:La Conspiration
- États-Unis /  Canada : 28 juillet 2019 sur CBS / Global
- France : 9 novembre 2019 sur M6

- États-Unis : 3,35 millions de téléspectateurs[5] (première diffusion)

### Épisode 6:Mise en scène macabre
- États-Unis /  Canada : 4 août 2019 sur CBS / Global
- France : 16 novembre 2019 sur M6

- États-Unis : 3,11 millions de téléspectateurs[6] (première diffusion)

### Épisode 7:Soirée sous couverture
- États-Unis : 11 août 2019 sur CBS
- France : 16 novembre 2019 sur M6

- États-Unis : 3,50 millions de téléspectateurs[7] (première diffusion)

### Épisode 8:Meurtre sur glace
- États-Unis : 11 août 2019 sur CBS
- France : 23 novembre 2019 sur M6

- États-Unis : 3,39 millions de téléspectateurs[7] (première diffusion)

### Épisode 9:Le tueur de la belle au bois dormant
- États-Unis : 18 août 2019 sur CBS
- France : 23 novembre 2019 sur M6

- États-Unis : 3,47 millions de téléspectateurs[8] (première diffusion)

### Épisode 10:Clap de fin
- États-Unis : 18 août 2019 sur CBS
- France : 30 novembre 2019 sur M6

- États-Unis : 3,09 millions de téléspectateurs[8] (première diffusion)

### Épisode 11:Les risques du métier
- États-Unis : 25 août 2019 sur CBS
- France : 30 novembre 2019 sur M6

- États-Unis : 3,43 millions de téléspectateurs[9] (première diffusion)